# 틴더스틱스
틴더스틱스(영어: Tindersticks)는 영국의 인디 록, 얼터너티브 록 밴드로 1991년 노팅엄에서 결성되었다. 6장의 정규 앨범을 낸 후 보컬인 스튜어트 A. 스테이플스가 솔로로 나가며 해체되었다가 2006년 잠시 재결합한 후 이듬해부터 다시 밴드로 활동하고 있다. 이들은 영화 사운드트랙 작업도 하고 있으며 특히 프랑스 영화감독인 클레르 드니와 오랫동안 협업하고 있다.

## 음악 활동
아스팔트 리본스의 멤버들이 1991년 틴더스틱스를 결성한다. 1991년 미니 LP <Old Horse>를 발매할 당시 멤버는 스튜어트 스테이플스(보컬), 데이브 볼터(오르간, 아코디언), 닐 프레이저(기타), 디콘 힌츠리프(기타와 현악기), 알 맥컬리(퍼커션, 드럼), 존 톰슨(베이스)이었다. 밴드 이름은 스테이플스가 그리스의 해변에서 독일 성냥을 주으면서 틴더스틱스라고 정해졌다.
틴더스틱스는 1992년 데모 테이프를 제작했고 자신들의 레이블 티피 토 레코드를 통해 첫 싱글 "Patchwork"를 같은 해 발매했다.
데뷔 앨범과 두 번째 앨범을 통해 이들의 독창적 사운드가 만들어졌고 평단에서 두루 찬사를 받았다. 공연은 때로 현악 섹션이나 오케스트라와 함께 하기도 하며 좋은 평가를 받고 있다. 라이브 앨범인 <The Bloomsbury Theatre 12.3.95>는 그런 공연 중 하나를 녹음한 것이다. 한편 세 번째 앨범 <Curtains>에서는 음악적 방향에 있어 확연한 변화가 나타난다.
네 번째 앨범 <Simple Pleasure>는 앨범 제목처럼 소울 음악에 영향을 받은 경쾌하고 단순한 노래들로 이루어졌고 몇몇 곡에는 여성 백보컬이 들어가기도 했다. 오딧세이의 곡 "If You're Looking for a Way Out"를 존경을 담아 커버했는데 이를 통해 앞으로 더 가벼운 소울풍의 사운드로의 방향전환을 예고했다. 한편 앨범 속지를 보면 각 곡마다 녹음을 수차례 반복했음을 알 수 있는데 이는 여전히 공을 들이는 녹음 작업 방식을 고수하고 있음을 보여주었다.
다섯 번째 앨범 <Can Our Love...>는 지속적인 소울풍의 방향성을 보여주었는데 특히 "Sweet Release" 같은 곡이 그랬고 "Chilitetime"이라는 노래 제목은 밴드 치-라이츠(The Chi-Lites)에 대한 사랑을 보여준다.
여섯 번째 앨범 <Waiting for the Moon>은 좀 더 많이 깎아낸, 내면적인 분위기로 특히 영국 극작가 사라 케인의 동명 희곡을 바탕으로 한 "4.48 Psychosis"와 "Sometimes It Hurts"가 가슴 저린 절절한 슬픔을 담았고 유일하게 경쾌한 곡 "Just a Dog"을 제외하고는 우울한 분위기의 앨범이었다.
2005년 스테이플스는 솔로 활동을 개시했고 밴드는 해체된 듯이 보였다. 이 시기에 스테이플스는 두 장의 솔로 앨범, <Lucky Dog Recordings 03-04>와 <Leaving Songs>를 발매했다. 두 번째 앨범 제목과 그에 관한 스테이플스의 언급은 변화의 시도를 보여주었다. "이 곡들은 내가 사랑했던 것들을 떠나 음악적, 개인적으로 새로운 미지의 삶을 향해 나아가는 순간에 쓴 곡들이다. 나는 이 노래들이 무언가의 끝, 오래 전에 시작한 작곡 방식의 일종의 마무리임을 인식하고 있었고 거기서부터 앞으로 나아가야 함을 알고 있었다."
2006년 9월, 틴더스틱스는 런던의 바비칸 극장에서 1차 공연을 가졌다. 두 번째 앨범 전체를 연주했고 9인조 현악단과 두 명의 브래스 주자가 함께 했다.
스테이플스는 후에 이 공연에 대해 행복한 승리의 경험이었다고 했지만 또한, "우리 여섯이 함께 만들 수 있는 모든 음악을 이미 다 만들었음을 깨닫는 슬픔도 깃들어 있었다"고 했다. 하지만 이 공연은 새 앨범을 위한 그의 결의를 재점화시켰다.

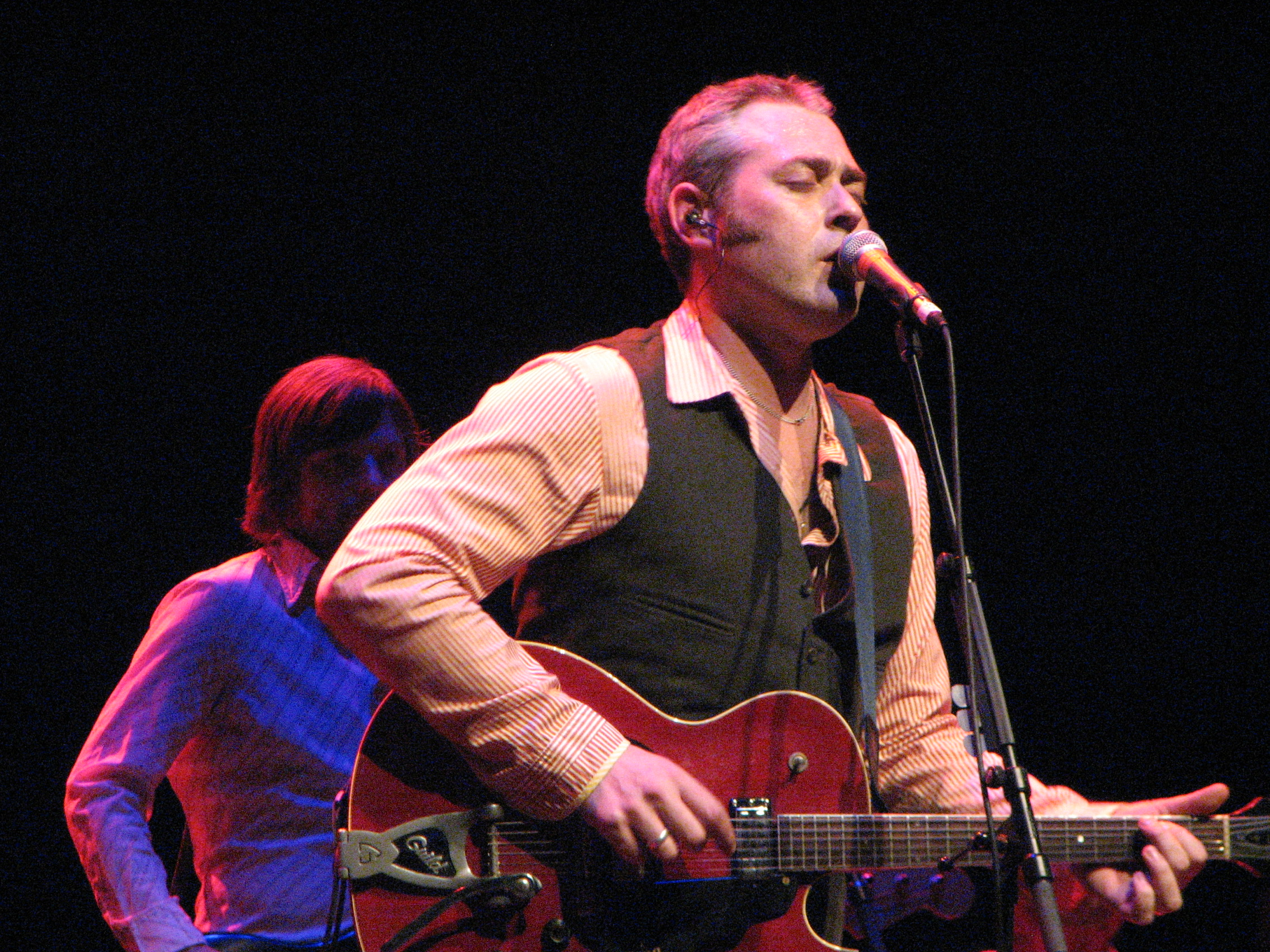
2008년 5월 3일, 로열 페스티벌 홀에서 공연 중인 틴더스틱스

2007년, 틴더스틱스 멤버들 중 세 명인 스테이플스, 볼터, 프레이저가 프랑스의 리무쟁에 있는 스튜디오를 새로이 재정비하고 그곳에서 곡을 쓰고 녹음을 진행했다. 여기에 드럼의 토마스 벨홈과 베이스의 댄 맥키나가 합류했고 이안 캐플이 엔지니어로 참여했다. 이 녹음은 2008년 4월에 베거스 뱅퀫 레이블에서 <The Hungry Saw> 앨범으로 발매되었다. 이후 유럽에서 여러 여름 페스티벌에 참여하였고 2008년 겨울 유럽 투어를 예고했다.
2010년에 여덟 번째 앨범 <Falling Down a Mountain>이 4AD/컨스텔레이션 레코드사를 통해 발매되었는데 벨홈을 대신하여 얼 하빈이 드럼으로 들어왔고 기타와 보컬에 데이비드 키트를 영입했다.
아홉 번째 앨범 <The Something Rain>이 2012년 2월에 발매되었고 이어 봄, 여름, 가을에 걸쳐 투어를 벌였다. 투어 멤버는 다섯 명의 핵심 멤버들로 스튜어트 스테이플스, 데이비드 볼터, 닐 프레이저, 댄 맥키나, 얼 하빈이었다.
2013년 10월, 밴드 20주년이 1년 지난 시점에 열 번째 앨범 <Across Six Leap Years>를 발매했는데 이전 곡들과 스튜어트의 솔로 곡들을 재녹음했다. 이어 유럽의 주요 도시들에서 투어를 가졌다.
2016년에는 열한 번째 앨범 <The Waiting Room>을 발매하고 대대적인 투어를 벌였다.
열두 번째 앨범 <No Treasure But Hope>이 2019년 말에 발매되었고 좋은 평가를 받았으며 2020년 투어를 앞두고 네 곡이 담긴 EP <See My Girls>와 뮤직 비디오를 출시했다.
코로나19 팬데믹으로 인해 미국과 유럽의 투어가 취소되면서 2020년 이들은 새 앨범에 집중했고 2021년 1월에 열세 번째 앨범 <Distractions>를 발표했다. 이 앨범은 독일의 엘레 도이치 차트 15위에 올랐다. 열네 번째 앨범 <Soft Tissue>는 2024년 9월 발매 예정이다.

## 영화음악 작업들
열 세장의 정규 앨범 외에도 텐더스틱스는 프랑스 영화 감독인 클레르 드니의 일곱 개의 영화 음악을 담당했다. 그 영화들은 <네네뜨와 보니>, <트러블 에브리데이>, <인트루더>, <35 럼 샷>, <백인의 것>, <돌이킬 수 없는>, <하이 라이프>, <정오의 별>이다.
밴드 멤버인 스튜어트 스테이플스와 댄 맥키나는 벨기에의 인 플랜더스 필즈 박물관을 위한 오케스트라 곡을 작곡했다. 6부작으로 이루어진 이 곡들은 박물관의 다양한 구역에서 연속적으로 재생되며 2014년에 앨범으로 발매되었다.
영국 TV 시리즈 <The Sins>의 주제곡으로 포 탑스의 곡 "What Is a Man"을 커버한 곡을 제작했으며 이는 후에 싱글로도 발매되었다.
틴더스틱스의 곡 "Tiny Tears"는 HBO의 <소프라노스>의 시즌 1 "이사벨라" 에피소드에 나오며 "블루 코멧" 에피소드 엔딩곡으로 "Running Wild"가 사용되었다.
<브라더후드>의 시즌 1 피날레에서 "El Diablo En El Ojo"가 사용되었다.
2009년 HBO의 <이스트바운드 앤드 다운>에 "The Organist Entertains"와 "Hubbards Hill"가 사용되었다.
틴터스틱스의 곡 "Cherry Blossoms"이 2009년 영화 <스무살의 침대>에 들어갔다.
디콘 힌츠리프는 2002년부터 영화음악을 작곡하기 시작했고 틴더스틱스를 나온 이후 더욱 왕성하게 이 분야에서 활동했다. 그가 작업한 사운드트랙들로는 나이얼 존슨 감독의 <키핑멈>(2005년), 조엘 홉킨스 감독의 <하비의 마지막 로맨스>(2008년), 소피 바르트 감독의 <영혼을 빌려드립니다>(2009년), 제임스 마시 감독의 <레드 라이딩: 1980>(2009년)과 <프로젝트 님>(2011년), <섀도우 댄서>(2011년), 데보라 그래닉 감독의 아카데미상 후보작 <윈터스 본>(2010년)을 비롯하여 <레논 네이키드>(2010년), <원초적 본능 2015>(2011년), <필드>(2011년), <램파트>(2011년), <힛 앤 미스>(2012년)와 <로크>(2013년>, <아웃 오브 더 퍼니스>(2013년), 그리고 <피키 블라인더스>(2016년) 시리즈 3와 <흔적 없는 삶>(2018년)에 참여했다.

## 음악 스타일
틴더스틱스의 사운드는 오케스트라 배경과 라운지 재즈, 소울로 특징지어진다. 여러 악기를 연주하는 디콘 힌츠클리프(2006년 밴드 탈퇴)의 오케스트라 편곡과 리드 보컬 스튜어트 A. 스테이플스의 낮은 바리톤 목소리가 밴드를 특징지어준다. 또한 로즈 피아노, 글록언스필, 비브라폰, 바이올린, 트렘펫, 트럼본, 클라리넷, 바순, 하몬드 오르간을 포함한 다양한 악기들을 사용한다.

## 음반 목록

### 정규 앨범
- Tindersticks (1993)
- Tindersticks (1995)
- Curtains (1997)
- Simple Pleasure (1999)
- Can Our Love... (2001)
- Waiting for the Moon (2003)
- The Hungry Saw (2008)
- Falling down a Mountain (2010)
- The Something Rain (2012)
- Across Six Leap Years (2013)
- Ypres (2014)
- The Waiting Room (2016)
- Minute Bodies - The Intimate World of Percy Smith (2017)
- No Treasure But Hope (2019)